# 너에게 혼났다
〈너에게 혼났다〉(일본어: 君に叱られた 기미니시카라레타[*])은 일본의 여성 아이돌 그룹 노기자카46의 28번째 싱글이다. 2021년 9월 22일에 N46Div.를 통해 발매되었다. 센터는 카키 하루카가 맡았다.